# Goat Mountain
Der Goat Mountain ist mit 1634 m nach dem 1,5 km weiter nördlich gelegenen Mount Kowalczyk der zweithöchste Berg der Denton Hills im ostantarktischen Viktorialand. Er ragt westlich des Hobbs-Gletschers zwischen dem Hobbs Peak und dem Mount Kowalczyk auf.
Teilnehmer einer von 1960 bis 1961 durchgeführten Kampagne der Victoria University’s Antarctic Expeditions bestiegen ihn. Sie benannten ihn so, da eine etwa 10 m hohe Formation aus Gneis am Südhang des Bergs im Schattenriss einer Ziege (englisch goat) ähnelt.